# رجل معقول (فلم)
رجلٌ معقولٌ (بالإنجليزية: A Reasonable Man) هو فيلم إثارة ودراما وجريمة جنوب إفريقي فرنسي صدرَ عام 1999 من إنتاج وكتابة وبطولة وإخراج جافين هود.

## القصّة
لدى شون راين الضابط السابق في الجيش مشاكل خاصة به حيثُ يحاول الدفاع عن راعي البقر الصغير الفقير من قتل طفلٍ يعتقدُ أنه كائن شرير يُعرف باسم تيكولوش.

## طاقم التمثيل
- جافن هود في دور شون رين
- نايجل هوثورن في دور القاضي ويندون
- جانين إيسر في دور جينيفر رين
- فوسي كونيني في دور ليند
- كين جامبو في دور الرئيس
- لوييسو جكسوالا في دور سيفو مبومبيلا
- ناندي نيمبي في دور سانجوما راشيل ندلوفو
- إيان روبرتس في دور كريس فان روين
- جراهام هوبكنز في دور البروفيسور ماكنزي
- رابولانا سيفييمو في دور جو زوما
- كيكيتسو سيموكو في دور ماري ماجولا
- ثيمبي نيانديني في دور ميريام مبومبيلا
- دوما منيمبي في دور سانجوما
- أماندا دكادا في دور ابنة ماري
- أياندا نكوبي بدور ثاندي مبومبيلا